# Peromyscus caniceps
Peromyscus caniceps е вид бозайник от семейство Хомякови (Cricetidae). Видът е критично застрашен от изчезване.

## Разпространение
Разпространен е в Мексико (Южна Долна Калифорния).